# Euphoria (canción de Loreen)
«Euphoria» —en español: «Euforia»— es una canción interpretada por la cantante sueca Loreen, incluida en su álbum de estudio Heal. Compuesta por Thomas G:son y Peter Boström, resultó ganadora del Festival de Eurovisión 2012 y de la edición del mismo año del Melodifestivalen. La canción ganó el Festival de Eurovisión 2012 en Bakú, Azerbaiyán, con un total de 372 puntos, la segunda mayor puntuación de la historia del certamen, después de Alexander Rybak que consiguió 387 puntos. Además obtuvo un nuevo récord de 18 puntuaciones máximas (12 puntos). Tras esto, la canción se convirtió en un éxito comercial en Europa y entró en la mayoría de las listas de países europeos, logrando vender más de 1 millón de copias del sencillo en todo el mundo en cuestión de una semana. La canción logró mantenerse como el número 1 en las listas de ventas de Suecia durante seis semanas consecutivas —siendo la canción que se mantiene más veces número 1 del siglo XXI de ese país— y se convirtió en la canción europea del año, según una encuesta publicada por la cadena de televisión MTV.

## Antecedentes y composición
Thomas G:son y Peter Boström se encargaron de escribir la canción, mientras que el mismo Boström y el productor SeventyEight se encargaron de producirla.

## Festivales
En primer lugar, ganó el Melodifestivalen 2012 en la final del 10 de marzo, en el Globen Arena de Estocolmo, después de recibir las puntuaciones más altas de los jurados y del televoto, obteniendo un total de 268 puntos. Según fue desgranado después, en el televoto recibió un número récord de más de 670.000 llamadas telefónicas de entre los más de 4 millones de espectadores que siguieron la final.
En consecuencia, la canción representó a Suecia en el Festival de Eurovisión 2012 celebrado en Bakú, Azerbaiyán. En la gran final celebrada el 26 de mayo se proclamó vencedora de dicha edición del concurso con 372 puntos cumpliéndose los pronósticos que la situaban como favorita de la noche. Fue además la segunda participante que más puntos ha obtenido en la historia del Festival de la Canción de Eurovisión, después de Alexander Rybak que consiguió 387 puntos con su canción Fairytale. Además, recibió la máxima puntuación (12 puntos) de 18 países, batiendo en este caso el récord de máximas puntuaciones que ostentaba Rybak. La canción recibió puntos de todos los demás países participantes exceptuando a Italia, que no le concedió ningún punto. Anteriormente, la canción se ubicó primera en la segunda semfifinal del 24 de mayo, cosechando 181 puntos.

## Recepción

### Recepción comercial

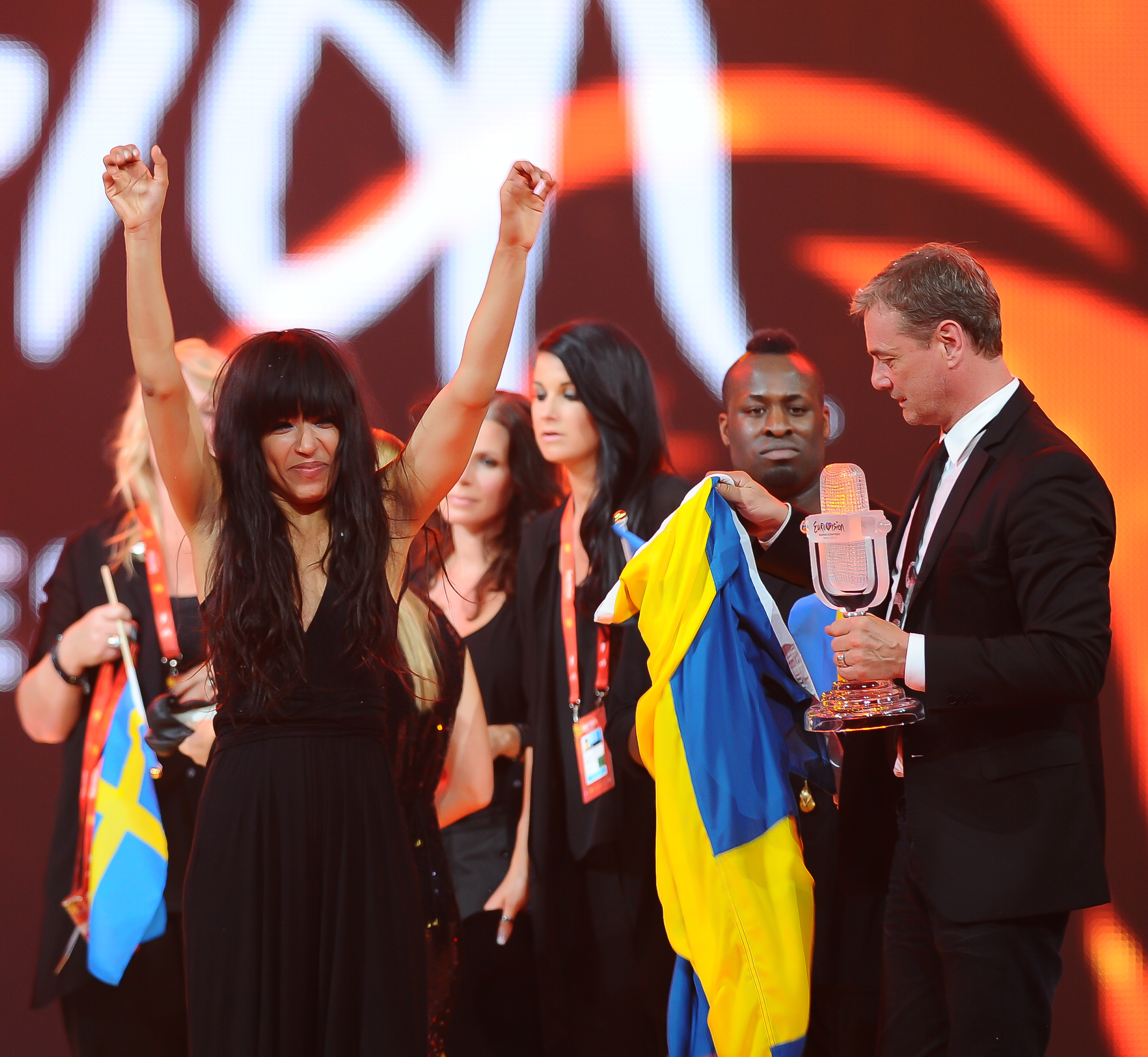
Nada más ganar el Melodifestivalen 2012, Loreen encabezó las listas de apuestas para arrasar en Eurovisión 2012. En la imagen, momento en que Loreen y la delegación sueca se proclaman ganadores del Festival de la Canción de Eurovisión 2012 en Bakú por la canción «Euphoria».

Comercialmente, la canción fue un éxito, no solo en los mercados europeos, sino también en los mercados de Australia y Estados Unidos. En su país natal, "Euphoria" entró en la Sverigetopplistan, la lista oficial de ventas de Suecia, en el número 12 en su semana de lanzamiento. En su segunda semana, la canción se subió al número 1, donde se mantuvo durante seis semanas consecutivas. La canción fue certificada con nueve discos disco de platino por GLF, vendiendo más de 360 000 unidades en ese país. El 15 de marzo de 2012, la canción también logró encabezar la lista oficial de ventas de Finlandia, y regresó al número 1 después de doce semanas en la lista.
Después de ser un éxito en los países nórdicos, la canción expandió su éxito comercial al resto de Europa consiguiendo ser número uno en las listas de ventas de dicho continente y de multitud de países, incluyendo Alemania, Austria, Bélgica, Dinamarca, Estonia, Grecia, Islandia, Irlanda, Noruega, o Suiza. En España, alcanzó la posición número 1 en la lista de Los 40 Principales, siendo la primera canción ganadora de Eurovisión en liderar la lista desde "Waterloo" de ABBA en 1974. En el Reino Unido, la canción llegó al número 3 en la lista oficial de sencillos, la posición más alta alcanzada por una canción eurovisiva extranjera desde "Hold Me Now" de Johnny Logan en 1987. "Euphoria" llegó a alcanzar la posición número 10 de las canciones más radiadas a nivel mundial. El sencillo vendió 62 148 copias en su primera semana en el Reino Unido. En Australia, la canción tuvo su debut oficial en el número 36. La canción también debutó en el número 4 en las listas de dance de Australia.
Adicionalmente, la canción logró encadenar más de 2 millones de copias en todo el mundo desde su lanzamiento.

### Recepción crítica
Antes del festival de Eurovisión, muchas encuestas colocaron la canción como favorita para la victoria, notablemente por los miembros de la asociación OGAE (Organización General de Amateurs de Eurovisión). De forma adicional, la canción recibió comentarios positivos de la crítica especializada. Erika Brooks Adickman de Idolator describió la canción como "pegadiza". The Reflective Inklings eligió la canción como "Canción de la Semana". Según su crítica;

"Euphoria" es sin duda la mejor canción del paquete que he escuchado hasta ahora. Tiene elementos suecos esparcidos por todas partes. Está hecha con delicadeza. Los sintetizadores ofrecen ese brillo estético que sólo hace que la pista vaya más alto en los índices de aprobación. Efusivo sería una buena forma de describir "Euphoria". Al igual que su predecesor "Popular", puede evocar sentimientos de gran positismo en su oyente. Loreen muestra una gran serenidad en la entrega de esas notas altas. Escuchar a Loreen comenzar lentamente en términos de construir esa emoción en términos de sus próximas notas altas realmente me anima.

El 26 de mayo, justo antes de que la final de Eurovisión diera su comienzo, recibió dos Premios Marcel Bezençon, el Premio Artístico presentado a la mejor artista según lo votado por los comentaristas, y el Premio Compositor para la mejor y más original composición según lo votado por los compositores participantes (otorgado a Thomas G:son y Peter Boström).

## Vídeo musical
Varios medios suecos afirmaron que una vez el Festival de Eurovisión 2012 hubiera terminado, Loreen grabaría el vídeo musical de la canción. Loreen confirmó oficialmente que se grabaría un vídeo musical para la canción. Loreen tuiteó varias imágenes del set de grabación del vídeo el 13 de julio de 2012. El vídeo tuvo su premier mundial el 5 de julio a través del canal de Warner Music Sweden.

## Lista de canciones
| - CD sencillo 1. "Euphoria" (Single version) – 3:00 2. "Euphoria" (Carli Remix version) – 5:44 3. "Euphoria" (Alex Moreno Remix version) – 6:39 4. "Euphoria" (Carli Dub version) – 5:44 5. "Euphoria" (Alex Moreno Remix radio edit) – 3:23 6. "Euphoria" (Carli Remix radio edit) – 3:50 7. "Euphoria" (Versión instrumental) – 3:00 - Digital download 1. "Euphoria" (Single version) – 3:01 2. "Euphoria" (Karaoke version) – 3:01 3. "Euphoria" (Instrumental) – 2:59 - Digital EP – Remixes 1. "Euphoria" (Carli Remix version) – 5:43 2. "Euphoria" (Alex Moreno Remix version) – 6:39 3. "Euphoria" (Alex Moreno Remix radio edit) – 3:24 4. "Euphoria" (Single version) – 3:01 | - Official Promo Remixes 1. "Euphoria (Robin Rocks & Rubio Remix) 6:03 2. "Euphoria (Lucas Nord Remix) 6:01 3. "Euphoria (Lucas Nord Remix Radio Edit) 3:49 4. "Euphoria (Robin Rocks & Rubio Remix) [Radio Edit] 3:47 5. "Euphoria (Drumapella) 3:01 6. "Euphoria (Strings Version) 3:00 7. "Euphoria (Alex Moreno Remix Radio Edit) 3:25 8. "Euphoria (Alex Moreno Remix) 6:40 9. "Euphoria (Martin Wik Remix) 3:20 10. "Euphoria (Carli Radio Remix) 3:16 11. "Euphoria (Carli Remix) 5:40 12. "Euphoria (Tiger & Wolf Remix) 6:43 13. "Euphoria (Stormby Radio Mix) 3:06 14. "Euphoria (Stormby Extended Mix) 5:49 15. "Euphoria (WaWa Radio Edit) 3:13 16. "Euphoria (Acoustic Strings Version) 4:39 17. "Euphoria (Acoustic Guitar Version) 3:43 18. "Euphoria (WaWa Club Mix) 6:07 19. "Euphoria (7th Heaven Club Mix) 8:41 20. "Euphoria (Instrumental) 3:04 21. "Euphoria (DJ Solovey Remix) 5:32 22. "Euphoria (A cappella Filtered) 3:01 |

## Listas y certificaciones

### Listas semanales
| Lista (2012)                          | Mejor posición |
| ------------------------------------- | -------------- |
| Alemania (Offizielle Deutsche Charts) | 1              |
| Australia (ARIA)                      | 36             |
| Australia (ARIA Dance Chart)          | 4              |
| Austria (Ö3 Austria Top 40)           | 1              |
| Bélgica (Flandes) (Ultratop 50)       | 1              |
| Bélgica (Valonia) (Ultratop 50)       | 14             |
| Bulgaria (IFPI)                       | 3              |
| República Checa (Rádio Top 100)       | 2              |
| Dinamarca (Tracklisten)               | 1              |
| Escocia (The Official Charts Company) | 2              |
| Eslovaquia (Rádio Top 100)            | 1              |
| España (Top 100 Canciones)            | 2              |
| Estonia (Eesti Top 40)                | 1              |
| Europa (Euro Digital Songs)           | 1              |
| Finlandia (Suomen virallinen lista)   | 1              |
| Francia (SNEP)                        | 26             |
| Grecia (Greece Digital Songs)         | 1              |
| Hungría (Rádiós Top 40)               | 1              |
| Islandia (Tonlist)                    | 1              |
| Irlanda (IRMA)                        | 1              |
| Israel (Media Forest)                 | 2              |
| Japón (Japan Hot 100)                 | 98             |
| Luxemburgo (Billboard)                | 1              |
| Moldavia (Media Forest)               | 3              |
| Noruega (VG-lista)                    | 1              |
| Países Bajos (Dutch Top 40)           | 2              |
| Portugal (Portugal Digital Songs)     | 10             |
| Rumania (Romanian Top 100)            | 6              |
| Reino Unido (UK Dance Chart)          | 2              |
| Reino Unido (UK Singles Chart)        | 3              |
| Rusia (2M)                            | 1              |
| Suecia (Sverigetopplistan)            | 1              |
| Suiza (Schweizer Hitparade)           | 1              |
| Ucrania (FDR)                         | 2              |

### Certificaciones y ventas
| País          | Organismo Certificador | Certificación | Ventas Certificadas | Simbolización | Ref.          |
| ------------- | ---------------------- | ------------- | ------------------- | ------------- | ------------- |
| Alemania      | BVMI                   | 3× Oro        | 450 000             | 3●            | [ 81 ]        |
| Austria       | IFPI — Austria         | Platino       | 15 000              | ▲             | [ 82 ]        |
| Bélgica       | BEA                    | Oro           | 15 000              | ●             | [ 83 ]        |
| Dinamarca     | IFPI — Denmark         | 2× Platino    | 60 000              | 2▲            | [ 84 ]        |
| España        | PROMUSICAE             | Platino       | 40 000              | ▲             | [ 85 ]        |
| Finlandia     | IFPI — Finland         | Platino       | 11 760              | ▲             | [ 86 ]        |
| Italia        | FIMI                   | Oro           | 15 000              | ●             | [ 87 ]        |
| Noruega       | IFPI — Norway          | 8× Platino    | 80 000              | 8▲            | [ 88 ]        |
| Reino Unido   | BPI                    | Plata         | 200 000             |               | [ 89 ]        |
| Suecia        | IFPI — Sweden          | 9× Platino    | 180 000             | 9▲            | [ 90 ]        |
| Suiza         | IFPI — Switzerland     | 2× Platino    | 60 000              | 2▲            | [ 91 ]        |
| Unión Europea | IFPI                   | 2× Platino    | 2 000               | 2▲            | [ 38 ] [ 39 ] |

## Historial de ediciones
| País           | Fecha                   | Formato          | Discográfica        |
| -------------- | ----------------------- | ---------------- | ------------------- |
| Suecia         | 26 de febrero de 2012   | Descarga digital | Warner Music Sweden |
| Europa         | 27 de mayo de 2012      | Descarga digital | Warner Music Sweden |
| Italia         | 28 de mayo de 2012      | Airplay          | Warner Music Sweden |
| Estados Unidos | 29 de mayo de 2012      | Descarga digital | Warner Music Sweden |
| Japón          | 21 de noviembre de 2012 | Descarga digital | Warner Music Sweden |